# 普拉塔普加尔城
普拉塔普加尔城（Pratapgarh City），是印度北方邦Pratapgarh县的一个城镇。总人口12339（2001年）。

## 人口
该地2001年总人口12339人，其中男性6407人，女性5932人；0—6岁人口2212人，其中男1108人，女1104人；识字率51.71%，其中男性为62.10%，女性为40.48%。